# تلویزیون عراق
تلویزیون عراق (عربی: تلفزيون العراق) که همچنین با نام قدیمی القناة الأولی شناخته می‌شود، ایستگاه تلویزیونی رسمی و حکومتی متعلق به دولت عراق است. تلویزیون بغداد اولین تلویزیون منطقه بود که برنامه های خود را به زبان عربی پخش کرد. تلویزیون عراق در سال 1954 میلادی تاسیس شد که مقر این ایستگاه تلویزیونی در بغداد پایتخت عراق بود. پخش در ابتدا محدود به بغداد بود و پس از آن شهرهای  بصره ، موصل و کرکوک را نیز شامل می شد.

## تاریخچه
اولین پخش برنامه‌های تلویزیونی سیاه و سفید در جهان عرب و منطقه خاورمیانه متعلق به کشور عراق است.پیش از سال 1954 تلویزیون در کشور‌های عربی و منطقه خاورمیانه شناخته شده نبود تا اینکه در سال 1954 میلادی در زمان حکومت پادشاهی ملک فیصل دوم اولین برنامه تلویزیونی به زبان عربی در کشور عراق بر روی آنتن رفت. پس از عراق کشورهای ایران، الجزایر و مصر نیز پخش برنامه‌های تلویزیونی را آغاز کردند. در ابتدای حضور تلویزیون در عراق تنها شهر بغداد تحت پوشش بود، اما از دهه 60 استان‌های بصره، نینوا و کرکوک نیز پوشش داده شدند. اولین مدیر تلویزیونی عراق شخصی به نام «عدنان احمد راسم النعیمی» بود که تحصیلات خود را در دانشگاه ایندیانا آمریکا به پایان رسانده بود. 
با ورود تلویزیون به عراق و استقبال مردم از این تکنولوژی، یکی از شرکت‌های سازنده تلویزیون به نام «بای» برای اولین بار تلویزیون سیاه و سفید را در نمایشگاه بین‌المللی بغداد عرضه کرد. پس از پایان نمایشگاه، این شرکت تعدادی دستگاه تلویزیون را به همراه تمام تجهیزات آن به حکومت وقت عراق هدیه داد. چند روز بعد، به مناسبت سالروز تولد ملک فیصل دوم جشن بزرگی در یکی از میدان‌های شهر بغداد برپا شد و در همان مکان گیرنده‌های تلویزیونی نصب شد. 
در اوایل حضور تلویزیون در عراق برنامه‌های تلویزیونی به مدت 4 ساعت در شبانه‌روز پخش می‌شدند. برنامه‌هایی که در ابتدا پخش می‌شدند شامل اخبار، موسیقی، سریال‌های خارجی (مانند سریال رابین هود و مونت کریستو) و ترانه‌هایی از خوانندگان مطرح عراقی از جمله ناظم الغزالی، عفیفه اسکندر و یوسف عمر بود. روال پخش برنامه‌های تلویزیون تا سال 1976 با همین روند ادامه داشت تا اینکه در همین سال به طور بسیار محدود اولین پخش رنگی در دو شبکه‌ عراق به روی آنتن رفت. 
تلویزیون عراق از زمان تأسیس خود در سال 1956 تا زمان اشغال عراق توسط آمریکا در سال 2003 تحت‌تاثیر رخدادهای سیاسی-اجتماعی بسیاری بوده و تا کنون نقش بسیار مهمی در بازتاب وقایع این کشور داشته است. کارکنان تلویزیون عراق همچنان در تلاش‌اند که با پخش برنامه‌های جذاب و به‌روز جایگاه‌های مناسبی درخور عراق در جهان به‌دست آورند.
تلویزیون عراق پس از سال 2003
ظهور شبکه‌های جدید
در گذشته عراق تنها دارای سه شبکه تلویزیونی شامل یک شبکه محلی، یک شبکه ماهواره‌ای و یک شبکه داخلی ماهواره‌ای بود. پس از سال 2003 تعداد شبکه‌های تلویزیونی در این کشور به طور چشمگیری افزایش یافت. با استقبال مردم از شبکه‌های برون مرزی، تعدادی شبکه‌ جدید تأسیس شد که برخی از این شبکه‌ها به زبان عربی و برخی به زبان کردی بودند. از جمله آن‌ها می‌توان به شبکه‌های الفجر، الانوار، الفرات، الدیار، الهدی و المشرق اشاره کرد.